# Comitê Olímpico do Kosovo
O Comitê Olímpico do Kosovo (em albanês:  Komiteti Olimpik i Kosovës, em sérvio:  Олимпијски комитет Косова / Olimpijski komitet Kosova) é o Comitê Olímpico Nacional que representa o Cossovo. Oficialmente criada em 1992, esta organização tornou-se um membro pleno do Comitê Olímpico Internacional (COI) e do Movimento Olímpico em 9 de dezembro de 2014. É responsável pela participação do Cossovo nos Jogos Olímpicos. O seu atual presidente é Ismet Krasniqi.